# Lưu Thị Huỳnh Mai
Lưu Thị Huỳnh Mai (? – ?) là cựu nữ quân nhân và sĩ quan Quân lực Việt Nam Cộng hòa cấp bậc Trung tá. Bà kế nhiệm Trần Cẩm Hương lên làm Đoàn trưởng Đoàn Nữ Quân nhân thứ hai và cuối cùng.

## Tiểu sử

### Binh nghiệp
Lưu Thị Huỳnh Mai từng phục vụ trong Quân lực Việt Nam Cộng hòa nhiều năm liền trước khi giữ chức Phân Đoàn trưởng Nữ Quân nhân Cơ quan Trung ương thuộc Bộ Tổng Tham mưu với cấp bậc Thiếu tá. Về sau được thuyên chuyển về văn phòng Trưởng Đoàn Nữ Quân nhân thăng cấp Trung tá từ ngày 1 tháng 1 năm 1975. Bà nhậm chức Đoàn trưởng Đoàn Nữ Quân nhân vào ngày 1 tháng 4 năm 1975, thay thế Đại tá Trần Cẩm Hương vừa giải ngũ vì đáo hạn tuổi. Trên cương vị là Đoàn trưởng Đoàn Nữ Quân nhân thứ hai và cuối cùng, bà là người đứng đầu và đại diện cho toàn thể nữ quân nhân Quân lực Việt Nam Cộng hòa cho đến khi Sài Gòn thất thủ.

### Sau năm 1975
Sau ngày 30 tháng 4 năm 1975, Lưu Thị Huỳnh Mai kịp thời di tản cùng gia đình và sang định cư tại Mỹ. Bà là một trong những cựu nữ quân nhân Quân lực Việt Nam Cộng hòa tích cực tham gia các hoạt động cộng đồng, đặc biệt tại Quận Cam, California. Bà thường xuyên góp mặt trong các buổi họp mặt của cựu quân nhân Việt Nam Cộng hòa, và tham gia các hoạt động gây quỹ nhằm tương trợ cho các cựu nữ quân nhân Việt Nam Cộng hòa còn gặp khó khăn hoặc kẹt lại ở Việt Nam.